# Michał Urbaniak
Michał Urbaniak (ur. 22 stycznia 1943 w Warszawie) – polski muzyk jazzowy, kompozytor i aranżer, grający głównie na skrzypcach i saksofonie. Honorowy Obywatel Miasta Łodzi.
Współtwórca nowojorskiego tzw. fusion Jazzu UrbJazzu. Jako pierwszy kreator muzyki fusion wprowadził jazz-rock, rap i hip hop do jazzu, zakładając w 1989 zespół Urbanator, a w 1995 Projekt UrbSymphony, na którego potrzeby skomponował dwie suity („Sketches of Poland” i „Sketches of Manhattan”) oraz wiele krótszych utworów (np. „Destiny” i „Butterfly”).
Od 1970 gra na pięciostrunowych skrzypcach wykonanych specjalnie dla niego, a także na syntezatorze skrzypcowym, saksofonach sopranowym, altowym i tenorowym oraz na lyrikonie. Wplatane przez niego elementy folklorystyczne zyskały uznanie czołowych amerykańskich jazzmanów, jak również otwierały nowe możliwości dla wielu nowych muzyków (Harold Williams, Steve Jordan, Marcus Miller, Kenny Kirkland, Omar Hakim, Victor Bailey). Grał w popularnych klubach („Village Vanguard”, „Village Gate”) i w słynnych salach koncertowych (Carnegie Hall, Beacon Theatre, Avery Fisher Hall). Grał z gwiazdami sceny, takimi jak Weather Report, Freddie Hubbard, Elvin Jones, Herbie Hancock, Chick Corea, Miles Davis, George Benson, Billy Cobham. Zapraszał i był zapraszany do współpracy przez wielu znanych jazzmanów (Lenny White, Wayne Shorter, Marcus Miller, Joe Zawinul, Ron Carter, Kenny Barron, Buster Williams, Quincy Jones).
Był ambasadorem Łodzi w staraniach o tytuł Europejskiej Stolicy Kultury 2016. Napisał muzykę do 25 filmów amerykańskich. Laureat Polskiej Nagrody Filmowej – Orła dla odkrycia roku i głównej nagrody dla najlepszego aktora na Festiwalu Filmowym w Tallinnie za rolę Włodzimierza w filmie Mój rower (2012).

## Życiorys

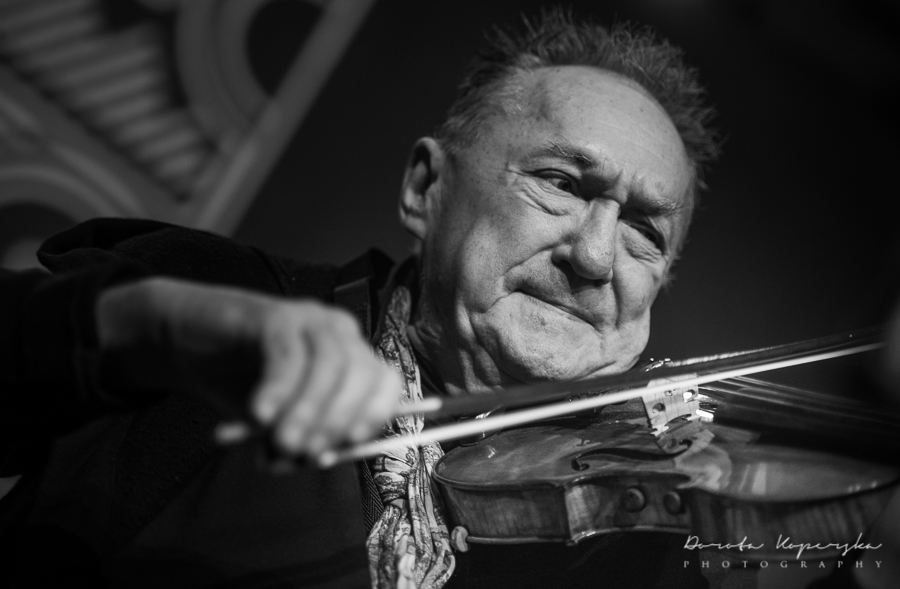
Urbaniak w Kopalni Guido w Zabrzu w ramach LOTOS Jazz Festival 21. Bielskiej Zadymki Jazzowej (2019)

Urodził się 22 stycznia 1943 w Warszawie jako syn Edmunda Michałowskiego i Ireny Wysockiej. Gdy był dzieckiem, jego rodzice się rozstali, a po ślubie matki – z zawodu szwaczki – z Marianem Urbaniakiem przyjął nazwisko ojczyma. Dorastał w Łodzi, gdzie od szóstego roku życia uczył się gry na skrzypcach, a później kształcił się w tamtejszym Liceum Muzycznym.

Samodzielnie nauczył się grać na saksofonie. Jako nastolatek zagrał swoje pierwsze koncerty w klubie „Pod Siódemkami” w Łodzi. Karierę muzyczną zaczynał jako saksofonista w zespole jazzowym D.K. Pierwszy Maja’s All Stars, później współpracował z grupami: Six Boys Strombers i dixielandową Tiger Rag. W 1961 rozpoczął studia w Państwowej Wyższej Szkole Muzycznej w Warszawie w klasie skrzypiec u Tadeusza Wrońskiego. Nawiązał wówczas współpracę z zespołem Zbigniewa Namysłowskiego Jazz Rockers, z którym zadebiutował na Międzynarodowym Festiwalu Muzyki Jazzowej Jazz Jamboree’61. W czerwcu 1962 wraz z kwintetem The Wreckers Andrzeja Trzaskowskiego po raz pierwszy pojechał do Stanów Zjednoczonych. Zespół występował m.in. na festiwalach jazzowych w Waszyngtonie, Newport, Nowym Orleanie i w "Village Vanguard" w Nowym Jorku. Ponadto pojawił się w programie telewizyjnym Who is in the World i otrzymał pochlebne recenzje, m.in. w The New York Times. Po powrocie do Polski zespół zmienił nazwę na Andrzej Trzaskowski Quintet. Urbaniak wystąpił również z koncertami w Europie: w RFN, Szwajcarii, Belgii i Jugosławii oraz we Włoszech. Był również zapraszany jako solista do akompaniowania uczestnikom Krajowego Festiwalu Piosenki Polskiej w Opolu, Międzynarodowego Festiwalu Piosenki w Sopocie i Festiwalu Piosenki Żołnierskiej w Kołobrzegu. W latach 1962–1964 grał również w Kwintecie Krzysztofa Komedy. W 1964 wystąpił z obydwoma zespołami w odcinku niemieckiego programu telewizyjnego Jazz – gehört und gesehen (program pt. Jazz in Poland w reż. Janusza Majewskiego prezentował dokonania najważniejszych wykonawców krajowej sceny jazzowej). W latach 1965–1968 przebywał za granicą, głównie w Skandynawii, gdzie założył zespół Stavanger.

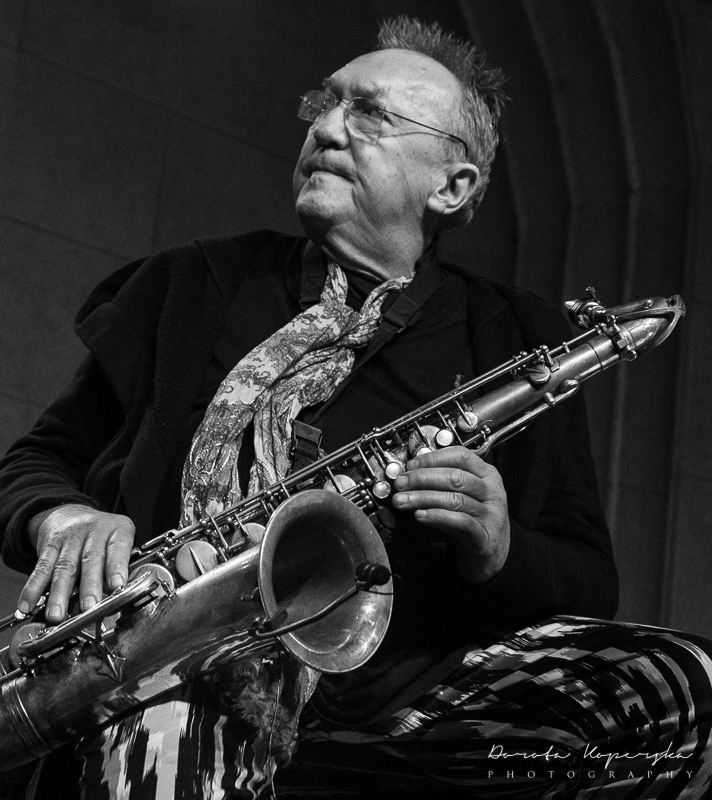
Urbaniak (2019)

 Po powrocie do kraju prowadził Grupę Michała Urbaniaka (w latach 1969–1972), przez której skład przewinęli się głównie polscy jazzmani (m.in.: Adam Makowicz, Paweł Jarzębski, Janusz Kozłowski, Roman Dyląg, Czesław Bartkowski, Andrzej Dąbrowski), a wokalistką była Urszula Dudziak. Pierwszy zagraniczny album formacji pt. Parathyphus B został wysoko oceniony w ankiecie pisma Jazz Podium. Zespół występował w kraju (m.in. Jazz Jamboree) oraz na festiwalach europejskich (m.in. w Norymberdze, Kongsberg, Molde, Heidelbergu), a Urbaniak dodatkowo – z projektem New Violin Summit, współtworzonym z Donem „Sugarcane” Harrisem, Jeanem-Lukiem Pontym i Nipso Brantnerem – podczas Berliner Jazztage (1971). Występ został udokumentowany na dwupłytowym albumie pt. New Violin Summit. Również w 1971 wydał album pt. Live Recording. Po zdiagnozowaniu u niego niedoczynności przysadki mózgowej oraz przebytym zawale porzucił grę na saksofonie i wrócił do grania na skrzypcach. W tym samym roku zdobył Grand Prix dla najlepszego solisty na Festiwalu de Jazz de Montreux, a w nagrodę odbył roczne stypendium do Berklee College of Music w Bostonie.
Na początku 1973 stworzył zespół Michał Urbaniak Constellation. Wiosną tego samego roku odbył trasę koncertową po Niemczech, na której został dostrzeżony przez szefostwo niemieckiego oddziału wytwórni Columbia Broadcasting Systems, a następnie nagrał album w Waldorf Studio. W maju w Filharmonii Narodowej w Warszawie zagrał pożegnalny koncert w Polsce, który został zarejestrowany i wydany na albumie pt. In Concert. We wrześniu, razem z Urszulą Dudziak, wyjechał do Stanów Zjednoczonych. Po trzech miesiącach pobytu podpisał kontrakt płytowy z wytwórnią Columbia Records, która w 1974 wydała Fusion, amerykańską wersję jego albumu pt. Michal Urbaniak Constellation nagranego dla CBS Records Germany. Za nagrania uzyskał pozytywne recenzje, dzięki czemu wystąpił z zespołem na festiwalu jazzowym w Newport. Stworzone dla Columbii kolejne krążki Atma i Fusion III zapoczątkowały pasmo amerykańskich sukcesów Urbaniaka i Dudziak. Po premierze albumu Atma zagrał koncert w Carnegie Hall w Nowym Jorku. W latach 1974–1989 prowadził zespół Michal Urbaniak’s Fusion, w którym grali amerykańscy muzycy – wyjątek stanowi skład grający podczas sesji nagraniowej albumu Atma, na którym zagrał Wojciech Karolak oraz sekcja rytmiczna tworzona przez Pawła Jarzębskiego i Czesława Bartkowskiego. W 1974 uczestniczył w nagraniach albumu Czesława Niemena pt. Mourner’s Rhapsody. Nagrał także kolejne własne płyty: Body English, Urszula, Smiles Ahead, Funk Factory i Ecstasy. W 1975 został okrzyknięty drugim najlepszym skrzypkiem jazzowym (po Jeanie-Lucu Pontym) w rankingu amerykańskiego magazynu „DownBeat”. W 1980, jako pierwszy biały artysta, podpisał kontrakt z wytwórnią Motown Records, pod której szyldem wydał album pt. Serenade for the City. W 1982 zaczął grać w zespole Glass Menegerie, który stworzył z Billym Cobhamem. Po wydaniu albumu pt. Take Good Care of My Heart (1984) wystąpił jako gość muzyczny w jednym z odcinków talk-show The Tonight Show with Johnny Carson w 1985. W tym samym roku został zaproszony przez Milesa Davisa na sesję nagraniową jego albumu pt. Tutu, a następnie zagrał z nim na koncercie. W 1988 premierę miały jego kolejne dwie płyty: Cinemode i Folk Songs, Children’s Melodies, Jazz Tunes and Others, a w 1989 – Urban Express.
Stworzył muzykę do wielu filmów, m.in. Pożegnanie jesieni (1990), Manhattan (1991) i Wielkie rzeczy (2001). Za muzykę do filmu Dług (1999) otrzymał Orła za najlepszą muzykę filmową i nagrodę za muzykę na 24. Festiwalu Polskich Filmów Fabularnych w Gdyni. Kolejną nagrodę za muzykę na FPFF w Gdyni otrzymał na 27. edycji festiwalu w 2002 za film Eden.
W 1986 przyjechał do Polski po 13 latach nieobecności, by wystąpić na Jazz Jamboree’86 z zespołem Michal Urbaniak Constellation. Od tego momentu regularnie gości na polskich scenach. Również w 1986 wydał album pt. Songs for Poland. W 1989 wziął udział w koncercie Komeda żywy, w 1991 wystąpił na Jazz Jamboree, w 1992 – na festiwalu Jazz nad Odrą, w 1994 – w benefisie Zbigniewa Namysłowskiego, a w 1995 – w benefisie Willisa Conovera (obie imprezy miały miejsce w Olsztynie). Brał też udział w wydarzeniach, takich jak Jazz Od Nowa Festival w Toruniu i kolejne edycje festiwalu Jazz Jamboree.
W latach 90. wydał albumy: Manhattan Man (1992), Some Other Blues (1992), Urbanator (1994) i UrbSymphony (1995). W ramach projektu „Urbanator Days” prowadzi działalność pedagogiczną, od 2005 organizując bezpłatne warsztaty i koncerty.
Za rolę Włodzimierza w ciepło przyjętym przez krytyków i publiczność filmie Mój rower (2012) otrzymał Polską Nagrodę Filmową – Orła w kategorii odkrycie roku i nagrodę dla najlepszego aktora na Festiwalu Filmowym w Tallinnie. Następnie zagrał epizodyczne role w filmach: Klecha (nie doczekał się premiery) i Panu T. (2019) i w jednym z odcinków serialu komediowego Świat według Kiepskich. W lipcu 2019 wydał album pt. From Warsaw with Love, który nagrał z okazji 75. rocznicy wybuchu powstania warszawskiego. Wystąpił w filmach dokumentalnych o jazzie: Jazz Outsider (2022) i Na zawsze Melomani (2023).

## Życie prywatne
Od grudnia 1967 przez blisko 20 lat był mężem wokalistki Urszuli Dudziak, z którą ma córki: Katarzynę i Mikę. W 1984 nawiązał trwający półtora roku romans z aktorką Lilianą Głąbczyńską, którą ostatecznie poślubił i z którą rozwiódł się po siedmiu latach małżeństwa. Jego trzecią żoną została lekarka Barbara Trela, z którą również się rozwiódł. W maju 2013 poślubił dziennikarkę Dorotę Palmowską.
Od 1965 mieszkał w Szwecji, Niemczech i Szwajcarii. Od 11 września 1973 mieszka w Nowym Jorku.

## Dyskografia
- Urbaniak Orchestra (1966)
- Live recording (1971)
- Constellation: In Concert (1973)
- Super Constellation (1973)
- Paratyphus B (1973)
- Inactin (1973)
- The Beginning (1973)
- Podróż na południe (oraz Czesław Bartkowski i Wojciech Karolak) (1974)
- Fusion (1974)
- Atma (1974)
- Funk Factory (1974)
- Fusion III (1975; edycja CD: 2009)
- Body English (1976; edycja CD: 2009)
- Heritage (1977)
- Smiles Ahead (1977)
- Urbaniak (1977)
- Ecstazy (1979)
- Urban Express (reedycja CD 1996 jako Code Blue) (1979)
- Music for Violin and Jazz Quartet (1980)
- Daybreak (1980)
- Serenade for the City (1981)
- My One and Only Love (1981)
- Burning Circuits (1984)
- Take Good Care of My Heart (z H. Parlanem) (1984)
- Friday Night at the Village Vanguard (1985)
- Folk Songs, Children Melodies and Others Tunes (1987)
- Cinemode (1988)
- New York Five at the Village Vanguard (1989)
- Songs for Poland (1989)
- Songbird (1990)
- Code Blue (1990)
- Live in New York (1991)
- Manhattan Man (1992)
- Polish Jazz vol. 9 (1993)
- Some Other Blues (1994)
- Live in Holy City (1997)
- Jazz Legends (1998)
- Serenada (2000)
- Sax, Love & Cinema (2001)
- Ask Me Now (2000)
- UrbSymphony (2000)
- Eden (2003)
- Decadence (2004)
- I Jazz Love You (2004)
- Sax Love (2005)
- Jazz Legends #1 (2007)
- Jazz Legends #2 (2007)
- Jazz Legends #3 (2007)
- Miles of Blue (2009) – platynowa płyta[58]
- Smiles Ahead (2012, oraz Urszula Dudziak)
- UrbSymphony (2015)

## Filmografia
- Kielce – Czyli Polski Bronx (1995, film dokumentalny, reżyseria: Bogna Świątkowska, Marek Lamprecht)[59][60][a]
- Michał Urbaniak. Nowojorczyk z wyboru (2009, film dokumentalny, reżyseria: Wiesław Dąbrowski)[61]
- Komeda, Komeda... (2012, film dokumentalny, reżyseria: Natasza Ziółkowska-Kurczuk)[62]
- Mój rower (2012, film obyczajowy, reżyseria: Piotr Trzaskalski)[63]
- Pan T. (2019, dramat/komedia, reżyseria: Marcin Krzyształowicz)

## Nagrody i wyróżnienia
- 1999 – Nagroda za muzykę na Festiwalu Polskich Filmów Fabularnych – Dług[64]
- 2002 – Nagroda za muzykę na Festiwalu Polskich Filmów Fabularnych – Eden[64]
- 2016 – Złoty Fryderyk – muzyka jazzowa – całokształt twórczości – Fryderyki 2016[65]
- 2016 – Muzyka jazzowa – całokształt – Nagroda Muzyczna Programu Trzeciego – „Mateusz”[66]
- 2018 – Nagroda specjalna i członkostwo honorowe Stowarzyszenia Autorów ZAiKS[67]
- 2024 – Złoty Medal „Zasłużony Kulturze Gloria Artis”[68]